# Randy Spelling
Randall Gene 'Randy' Spelling (Los Angeles, 9 oktober 1978), is een Amerikaanse acteur, filmregisseur en muziekproducent.

## Familie
- Zoon van Aaron Spelling.
- Broer van Tori Spelling.

## Biografie
Spelling is opgegroeid in Beverly Hills samen met zijn zus Torri. Daar heeft hij zijn opleiding genoten op het Montclair College Prep..
Spelling begon in 1996 met acteren in de televisieserie Malibu Shores (10 afl) die door zijn vader geregisseerd werd. Hierna heeft hij nog meerdere rollen gespeeld in televisieseries en televisiefilms zoals Sunset Beach (387 afl, 1997-1999) en Beverly Hills, 90210 (14 afl, 1992-2000).
Spelling startte in 1997 als muziekproducent een eigen platenlabel op, genaamd Spellbound/Vocab Records. Dit label heeft verschillende albums uitgegeven van verschillende artiesten en enkele hebben ook platina gehaald.
Spelling is in de voetsporen van zijn vader getreden en heeft in 2006 de televisieserie Sons of Hollywood geregisseerd.
Spelling is zeer sportief, hij is actief in volleybal, basketbal en tennis.
Spelling is getrouwd op 25 september 2010 en is toen verhuisd naar Portland (Oregon) en woont daar nu met zijn vrouw en een hond.

## Filmografie

### Films
Uitgezonderd korte films.
- 2021 Cosmic Radio - als Marty
- 2008 Dimples – als Billy
- 2007 Cosmic Radio – als Marty
- 2006 Pledge This! – als Kelly
- 2006 Hot Tamale – als Harlan Woodriff
- 2005 Hoboken Hollow – als Parker Hilton
- 2003 Dorm Daze – als Foosball
- 2000 Held for Ransom – als Dexter Martin
- 1998 Sunset Beach: Shockwave – als Sean Richards

### Televisieseries
Uitgezonderd eenmalige gastrollen.
- 1996 – 2000 Beverly Hills, 90210 – als Ryan Sanders – 11 afl.
- 1997 – 1999 Sunset Beach – als Sean Richards – 387 afl.
- 1996 Malibu Shores – als Flipper Gage – 10 afl.
- 1992 Beverly Hills, 90210 – als Kenny – 3 afl.

- Gemeinsame Normdatei: 140641785
- Virtual International Authority File: 107649326